# Dacelo tyro
La cucaburra escamosa (Dacelo tyro) es una especie de ave coraciforme de la familia Halcyonidae que habita en Nueva Guinea y las islas Aru.

## Descripción
Mide alrededor de 33 cm de largo. Se caracteriza por su cabeza y cuello negros con motas blancas, coloración que se prolonga por la parte superior de la espalda. Sus alas y la cola son de color azul brillante, mientras que su pecho y vientre son blancos. La mitad superior de su pico es gris oscuro y la inferior blanquecina.

## Distribución
Se encuentra únicamente en las zonas costeras del sur de Nueva Guinea y en las cercanas islas Aru.

## Subespecies
Se reconocen las siguientes subespecies:
- Dacelo tyro archboldi
- Dacelo tyro tyro